# Jan van 't Hek
Jan van 't Hek ('t Zandt, 21 februari 1945 – Venlo, 13 mei 2021) was een Nederlands voetballer. Hij stond onder contract bij VVV en Fortuna SC.

## Spelerscarrière
Van 't Hek werd tijdens de evacuatie van Arcen geboren in het Groningse 't Zandt. Na drie maanden verhuisde het gezin terug naar Arcen. Vanaf 1960 speelde hij in het eerste elftal van de plaatselijke amateurclub RKDEV en vanaf 1962 bij de jeugd van VVV. Daar maakte hij op 3 mei 1964 zijn competitiedebuut in een thuiswedstrijd tegen Veendam (5-1) en groeide er vervolgens direct uit tot een vaste kracht, inzetbaar op meerdere posities in de verdediging, doch meestal als back. Hij werd daar zeer gewaardeerd om zijn ijver en ontembare vechtlust. De roodharige verdediger gold als een spijkerharde voetballer voor zichzelf (hij speelde ooit met twee gebroken ribben) en voor de tegenstander, maar is nooit geschorst geweest.
Na zes seizoenen bij de Venlose club werd hij in juni 1969 samen met ploegmaat Frans Derix voor 50.000 gulden verkocht aan Fortuna SC.
In zijn eerste seizoen bij de Sittard-Geleense fusieclub was Van 't Hek nog regelmatig basisspeler. In het tweede seizoen moest hij langdurig aan de kant blijven vanwege blessureleed. In 1971 keerde hij terug naar FC VVV, maar vanwege een kapotte meniscus kwam hij daar weinig meer aan spelen toe en moest hij in 1973 een punt zetten achter zijn actieve loopbaan.

## Statistieken
| Seizoen         | Club            | Competitie      | Competitie | Competitie | Beker | Beker | Overige | Overige | Totaal | Totaal |
| Seizoen         | Club            | Competitie      | Wed.       | Dlp.       | Wed.  | Dlp.  | Wed.    | Dlp.    | Wed.   | Dlp.   |
| --------------- | --------------- | --------------- | ---------- | ---------- | ----- | ----- | ------- | ------- | ------ | ------ |
| 1963/64         | VVV             | Eerste divisie  | 4          | 0          | 0     | 0     | —       | —       | 4      | 0      |
| 1964/65         | VVV             | Eerste divisie  | 29         | 0          | 1     | 0     | —       | —       | 30     | 0      |
| 1965/66         | VVV             | Eerste divisie  | 24         | 1          | 3     | 0     | —       | —       | 27     | 1      |
| 1966/67         | FC VVV          | Tweede divisie  | 43         | 0          | —     | —     | —       | —       | 43     | 0      |
| 1967/68         | FC VVV          | Eerste divisie  | 29         | 0          | 2     | 0     | 2       | 0       | 33     | 0      |
| 1968/69         | FC VVV          | Tweede divisie  | 28         | 0          | 1     | 0     | —       | —       | 29     | 0      |
| 1969/70         | Fortuna SC      | Eerste divisie  | 29         | 1          | 1     | 0     | —       | —       | 30     | 1      |
| 1970/71         | Fortuna SC      | Eerste divisie  | 6          | 0          | 1     | 0     | —       | —       | 7      | 0      |
| 1971/72         | FC VVV          | Eerste divisie  | 8          | 0          | 0     | 0     | —       | —       | 8      | 0      |
| 1972/73         | FC VVV          | Eerste divisie  | 0          | 0          | 0     | 0     | —       | —       | 0      | 0      |
| Carrière totaal | Carrière totaal | Carrière totaal | 200        | 2          | 9     | 0     | 2       | 0       | 211    | 2      |

## Verdere loopbaan
Na zijn spelerscarrière is Van 't Hek tot 2008 meer dan dertig jaar lang werkzaam geweest als trainer in het amateurvoetbal bij SV Wanssum, SV Ysselsteyn, IVO, RKSV Venlo, Venlosche Boys, RKVV Baarlo, Wittenhorst, Viktoria Goch en DEV-Arcen.
Zijn zoon Marcel werd later eveneens profvoetballer bij VVV. Jan van 't Hek overleed in 2021 op 76-jarige leeftijd.